# Vorlaubenhaus

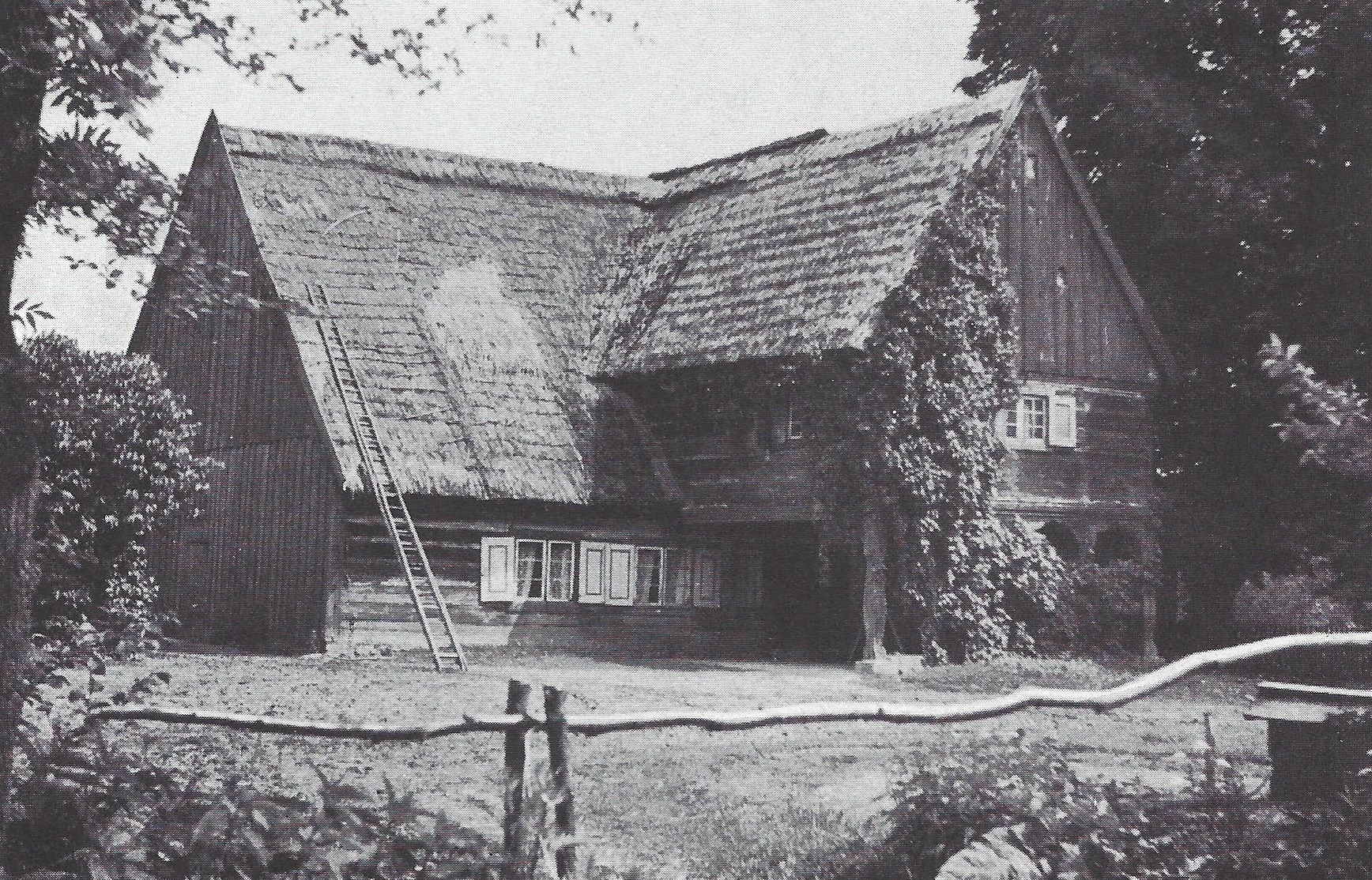
Vorlaubenhaus in der Weichselniederung

Als Vorlaubenhaus werden Bauten bezeichnet, denen an zumindest einer Seite eine Laube vorgebaut ist. Meistens hat diese Laube einen eigenen Giebel und ähnelt einer Portikus. Es handelt sich zumeist um Bauten im ländlichen Bereich. Errichtet sind diese Bauten oftmals aus Fachwerk, wenn auch der „Laubengiebel“ manchmal von gemauerten Säulen oder Pfeilern getragen wird. Verbreitet hat sich diese Bauweise vor allem im Bereich östlich der Elbe. So gibt oder gab es entsprechende Baudenkmäler im heutigen Oblast Kaliningrad (dem ehemaligen nördlichen Ostpreußen), in Polen (so in Ostpreußen, Westpreußen, Posen, Schlesien und anderenorts), in Brandenburg, in Mecklenburg, in Thüringen aber auch in Schleswig-Holstein und vereinzelt am Rhein und in Westfriesland (Het Bildt).
Im weiteren Sinne wird mit diesem Ausdruck ein äußerlich gut sichtbares besonderes Bauelement bezeichnet, so dass jedes Haus, welches eine besonders große oder durch einen eigenen Giebel betonte Vorhalle hat, umgangssprachlich als Vorhallenhaus bezeichnet wird. Wenn es sich dabei allerdings um einen Palast, eine Villa, oder ein klassizistisches Gebäude handelt, wird eher der Ausdruck Portikus verwendet, während „Vorlaube“ den rustikaleren Bauten vorbehalten bleibt.
Da die bezeichnende Vorhalle ein äußerliches Bauelement ist, kann es sich bei dem eigentlichen Gebäude um verschiedene Typen handeln. Als Wirtschaftsgebäude wurde oftmals die Schmieden mit einer Vorhalle an einer Giebelseite versehen, so dass man dort zwar durch ein Dach geschützt, aber dennoch im Freien etwa Wagen reparieren oder Pferde beschlagen konnte.
Im Nordosten, zum Beispiel Ostpreußen, gab es mehrere Vorlaubenhaus-Varianten, die auf dem mitteldeutschen Ernhaus basierten. Beim eigentlichen Vorlaubenhaus war die Laube an der Traufseite dem Hausflur oder Ern vorgebaut und betonte so den Haupteingang. Dies hatte zusätzlich den Vorteil, dass bei einem Brand das herabfallende Stroh der Dacheindeckung vom Haupteingang weggelenkt wurde und der Weg ins Freie länger sicher blieb. Beim Giebellaubenhaus befand sich die Laube vor der verlängerten Wohnseite des Hauses, ursprünglich ohne Bezug auf eine Außentür. Die Laube des Ecklaubenhauses zog sich entlang einer Traufseite vom Giebel der Wohnseite hin bis zum Flur. An der Schmalseite der Laube befand sich in der Regel die Tür zum Flur. Bei dieser letzteren Variante wurde die Laube nicht extra durch einen eigenen Giebel betont.
Der Raum oberhalb der Vorläube wurde in West- und Ostpreußen – sonderlich in der Weichselniederung – häufig als Kornspeicher genutzt. Dieses hatte den Vorteil, dass die Vorräte besser gegen Überflutungen und Tierfraß geschutzt wurden.

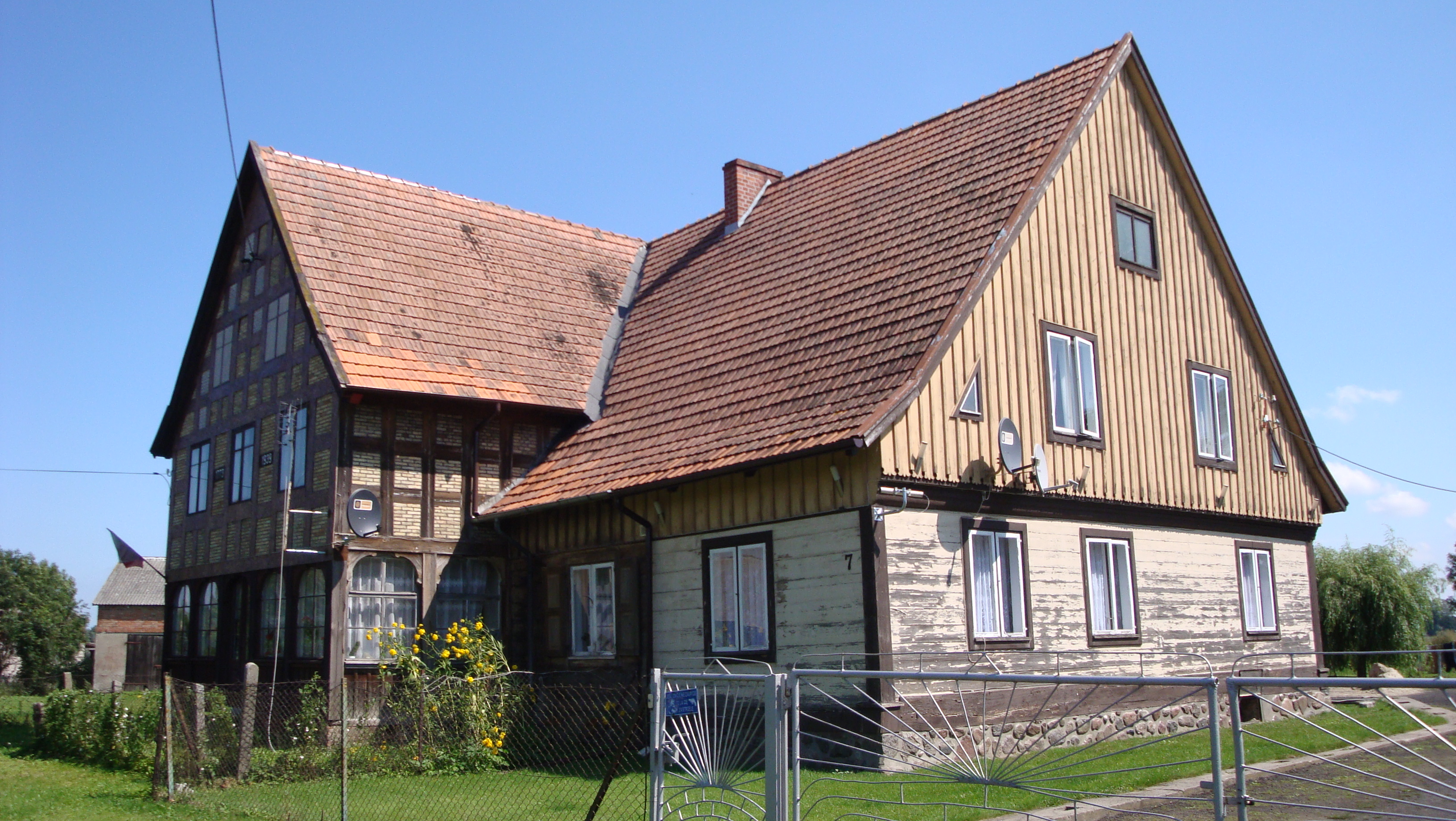
Haus Nr. 55 in Marienau/Marynowy

Beispiele für das Vorlaubenhaus in West- und Ostpreußen befanden sich laut Dehio (1993):
- In Palschau (Palczewo): zwei Schurzholzbauten mit Vorlauben von 1800
- In Marienau (Marynowy): ein Bau von Baumeister Peter Loewen von 1803 (Nr. 55), ein weiterer von 1804 (Nr. 42)
- In Klettendorf (Klecie): eine besonders große und verzierte Vorlaube, um 1750 von Baumeister Georg Pöck errichtet
- In Hagenau (Chojnik): ein Vorlaubenhaus um 1650 (?, 1993 Nr. 81 und 86), sowie ein weiteres in Verfall und mehrere Blockbauten

Wegen seines vermeintlich ursprünglichen Charakters und seines vermuteten regionalen Ursprungs wurde das Motiv des Vorlaubenhauses im Dritten Reich gerne verwendet und bei Siedlungsprojekten an prominenter Stelle eingefügt. So zum Beispiel bei der Siedlung Danziger Dorf von 1936 in Kannenstieg, einem Stadtteil von Magdeburg, als Gemeinschaftshaus 1938 errichtet. Die Laube dieses „Danziger Vorlaubenhauses“ wurde nach dem Krieg allerdings mit Wänden versehen.